# James Shaw (ciclista)
James Callum Shaw (Nottingham, 13 giugno 1996) è un ciclista su strada britannico che corre per il team EF Education-EasyPost. È professionista dal 2017.

## Palmarès

### Strada
- 2014 (Juniores)

Kuurne-Brussel-Kuurne Juniors
Omloop Het Nieuwsblad Juniors
- 2019 (SwiftCarbon Pro Cycling, tre vittorie)

2ª tappa Tour of Reservoir (Consett > Consett)
Classifica generale Tour of Reservoir
Ryedale Grand Prix

#### Altri successi
- 2016 (Lotto-Soudal U23)

Campionati belgi, Cronosquadre
- 2019 (SwiftCarbon Pro Cycling)

Classifica a punti Tour of Reservoir

## Piazzamenti

### Grandi Giri
- Giro d'Italia

2025: 76º
- Tour de France

2023: ritirato (14ª tappa)
- Vuelta a España

2022: 86º
2024: 98º

### Classiche monumento
- Milano-Sanremo

2022: 135º
- Parigi-Roubaix

2023: ritirato
- Liegi-Bastogne-Liegi

2024: 95º
- Giro di Lombardia

2018: ritirato

### Competizioni mondiali
- Campionati del mondo

Ponferrada 2014 - In linea Junior: 16º
Doha 2016 - In linea Under-23: 112º
Bergen 2017 - In linea Under-23: 38º
Innsbruck 2018 - In linea Under-23: 10º
Imola 2020 - In linea Elite: 81º

### Competizioni europee
- Campionati europei

Plumelec 2016 - In linea Under-23: non partito